# Great Portland Street Station
Great Portland Street Station er en London Underground-station nær Regent's Park. Den er mellem Baker Street og Euston Square på Circle, Hammersmith & City og Metropolitan lines. Den er i takstzone 1.
Stationen var en del af verdens første undergrundsbane, Metropolitan Railway, der blev åbnet mellem "Bishop's Road" (nu Paddington) og "Farringdon Street" (tæt på den nuværende Farringdon Station). Den blev åbnet den 10. januar 1863 som "Portland Road" og fik sit nuværende navn den 1. marts 1917.
I området ligger blandt andet Regent's Park og Post Office Tower. Stationen ligger meget tæt på Regent's Park Station, der er på Bakerloo line.
Stationen ligger overfor International Student Houses hovedbygning, et studenterresidens og vandrerhjem, og er også nær Harley Street, der er berømt for sine doktorer og kirurger.
Stationen er i gåafstand fra både Regent's Park og Warren Street Stationer.

## Transportforbindelser
London buslinjer 18, 27, 30, 88, 205, 453, C2, 113, 139, 189 og natlinje N18.

## Galleri
- Wikimedia Commons har flere filer relateret til Great Portland Street Station

- Station som set fra oven, set mod nord
- Perroner, set mod vest
- Perroner, set mod øst
- Rondel på perron
- Stationens beliggenhed, ca. 1790
- Stationstunnelen kører under Marylebone Road